# Maleniska (powiat leżajski)
Maleniska – wieś w Polsce położona w województwie podkarpackim, w powiecie leżajskim, w gminie Leżajsk.
W latach 1975–1998 miejscowość należała administracyjnie do województwa rzeszowskiego.
Powstały w 1867 roku jako przedmieście Leżajska. 
Almanach Leżajski (3/2009), jako źródło wtórne podaje, że Maleniska zostały wyłączone z obszaru miasta Leżajska 29 października 1947 roku, lecz nie podaje źródła pierwotnego. Według Uchwały Nr 17/5 miało to nastąpić dopiero 5 października 1954. W latach 1973–76 należały do gminy Brzóza Królewska.
W Maleniskach znajduje się kościół filialny pw. św. Szymona z Lipnicy, przynależący do parafii OO. Bernardynów w Leżajsku.